# QutIM
qutIM je multi-protokolový klient pro instant messaging. Tento multiplatformní klient je šířen pod GPL licencí. Projekt začal v lednu 2008, hlavním cílem bylo vytvořit rychlého a uživatelsky přívětivého ICQ klienta. V současnosti qutIM podporuje systém pro pluginy, takže je možno vytvořit jakýkoliv IM protokol.

## Funkce
- Podporované protokoly: ICQ (OSCAR), XMPP, IRC, Twitter, Mail.ru agent, VKontakte.ru, MSN
- Přenos souborů
- Podpora avatarů
- HTTP a SOCKS podpora
- Styly pro seznam kontaktů, stavové ikony, chatovací okno, a mnoho dalších
- Podpora konferencí
- Podpora pluginů